# 波江座p
波江座p（6 Eri, DUN 5）是在波江座（河流）內距離地球僅有26光年的一顆聯星。1825年12月詹姆士·丹露帕在澳大利亞帕拉瑪塔市，（現在是新南威爾斯州的帕拉瑪塔市）家中發現波江座p是雙星。

## 命名
"波江座p"的名稱，依據1883年4月19日的自然第589頁曾經這樣敘述：·
... 偶爾會被錯稱為波江座6，這暗示它是一顆由佛蘭斯帝德命名的恆星。佛蘭斯帝德確實曾經命名波江座6，但字母p是拉卡伊在他的Coelum Australe Stelliferum目錄結尾添加的，數字6是從約翰·波德借來的。
波德的數字在19世紀早期是很常用的，但現在已經過時，並且已經廢棄了一個多世紀。
波江座p又名CP-56 329，SAO 232492、HR 486，视星等为5.87，位于銀經289.6，銀緯-59.66，其B1900.0坐标为赤經1h 35m 59.9s，赤緯-56° -59.66′ 15″。

## 物理特性
波江p是在南天的聯星系統，位置在明亮的1等星水委一北方1.1度。當詹姆士·丹露帕首度發現時，他非常仔細地描述這對明亮並且分得相當開的雙星（兩顆星都是6等星）。他還進一步說明望遠鏡觀看的景觀：
一對美麗的雙星，兩顆恆星都是白色，前面還有點紅暈。我沒法分辨哪一顆比較大；如果它們有任何不同，或許是下面的項目：後隨星的距離大約遠了一倍，估計相距約2.5秒。
自丹露帕發現以來，這對恆星受到了廣泛的注意，並且現在可以輕鬆地用小望遠鏡觀察。
現在我們知道這對恆星非常的接近太陽，目前估計它們躺在距離太陽大約25.5 ± 0.4 光年。這個系統包含兩顆可見的成員，彼此在相距頗遠的高離心率軌道上。

### 證據不足（Poor quality）
我們對波江座p的知識是不足的，至少對軌道的認知非常少。在聯星軌道的六級評比中列在第五級，是中等認知的軌道。大部分的問題出自詹姆士·丹露帕在1825年首度的觀測，當時估計兩顆星相距2.5秒，位置角343o，相當接近正北方。不幸的是，觀察和測量是在這個系統於1813年通過了它的近星點階段之後。他提出的位置角似乎是錯誤的，於自1825年後的觀測相當不協調，不能調和出明確的聯星軌道上的一段關鍵性的區段。早先約翰·赫歇爾在1835年2月22日的觀測似乎也有問題，他發現兩星相距3.68角秒，位置角 301.7o。如果是正確的，這指出在10年的觀察中，位置有了重大的變化。赫歇爾之後在1835年和1838年使用測微器測量了兩次的數據，相較於現在的軌道似乎也有瑕疵。對早期觀測的正確性和重要性仍有很多的爭議，這對正在測定的軌道的精確度有著關鍵的重要性。

### 軌道解
天文學家已經提出過幾個波江座p軌道數據，包括W.C.雅各（1850年）、伯恩哈德·道森（1919年）、W.J. Luyten和E.G. Ebbinghausen（1934年），以及J.G.戈爾（1956年）。荷蘭天文學家加萊·布魯諾·范阿爾巴達（Gale Bruno van Albada）在1957年提出的數據最新，當時他在印尼爪哇擔任博斯查天文台主任。目前，范阿爾巴達計算出的軌道數據依然是所有臨時解中最精確的，但該數據只被視為近似解。不過，該數據比對1950年至2000年之間的實測仍然相當準確的。然而，至少在21世紀中葉之前，當軌道運動再次接近到近星點之前，這個軌道的解決方案將不會有重大的改善。

## 可能的伴星
在1960年代，天文學家懷疑兩顆星中較暗的一顆有光譜伴星。耶魯亮星目錄的HR 486被標記有伴星B。看來引用耶魯的目錄是不正確的結果，因為無論是華盛頓雙星目錄，還是Batten A.H. 等人的“第八版光譜聯星目錄“，都沒有相關訊息。
G.B. Aldaba 在1957年也曾在"波江座p聯星的註解"建議存在著光譜伴星"，"造成計算上有較大的視差，這會使得質量偏低。O.J. Eggen在1956年，較早時指出這兩顆恆星的發光度偏低，因此可能不是主序星。他斷言總質量是0.63±0.19 M⊙，這個問題直到依巴谷衛星提出視差值是122.75±1.4 mas，使得總質量成為較合理的1.74±0.08 M⊙。如此一來，這些恆星很可能在主序帶上。現在已經不需要有看不見的伴星，並且也沒有目視或儀器的觀測支持有看不見的伴星。

## 科幻
- 在系列的科幻歌劇小說太空啟示錄 （Revelation Space）中，將隱藏生命系統的行星稱為臘（Ararat），許多書中的赦罪裂谷出現在系統內。

### 軌道
- W.S. Jacob; "On the Limits of Error in the Elements of the Orbit of α Centauri, and on the Orbits of p Eridani and 61 Cygni"; MNRAS, 10, 170 (1850)
- J.G. Gore; "On the orbit of p Eridani"; MNRAS, 48, 26 (1887)
- B. Dawson; AJ., 32, 144 (1919)
- W.J. Luyten, E.G. Ebbinghausen, PASP, 46, 199 (1934)
- O.J. Eggen; A.J., 61, 361, p. 379 (1956))
- G.B. van Albada; Cont. Bosscha Obs., No. 5. (1956)
- G.B. van Albada; “Note of the Binary Star p Eridani.”; Astron. J., 62, 282 (1957)

## 外部連結
- . SolStation.   [2008-06-21]. （原始内容存档于2021-03-30）.
- .   [2008-06-21]. （原始内容存档于2020-12-02）.